# Okamoto Rin
Okamoto Rin (岡本 倫 (Cương-Bản Luân)), cũng sử dụng tên trong tiếng Anh là Lynn Okamoto, là một nam mangaka và là cựu nhân viên của công ty Bandai. Bộ truyện nổi tiếng nhất của ông là Elfen Lied, tác phẩm đã được chuyển thể thành 13 tập anime do Arms sản xuất. Ông sống ở Tokyo, Nhật Bản. Do tên thật của mình, ông thường bị nhầm lẫn là phụ nữ.

## Tác phẩm
- Elfen Lied (エルフェンリート Erufen Rīto?) (2002-2005, đăng trên Tuần san Young Jump, Shueisha)[2][3]
- Digitopolis (デジトポリス Dejitoporisu?)
- Memoria (メモリア?)
- MOL
- Flip Flap (2008 Shueisha)[4]
- Lime Yellow
- Carrera
- Rejisutora (レジストラ?)
- Arumaju
- Nononono (ノノノノ?) (2008-nay, đăng trên Tuần san Young Jump, Shueisha)[5][6]